# Sonate K. 498
Pour la sonate jadis attribuée à Mozart, voir Sonate pour piano no 20 de Mozart.
La sonate K. 498 (F.442/L.350) en si mineur est une œuvre pour clavier du compositeur italien Domenico Scarlatti.

## Présentation
La sonate K. 498, en si mineur, notée Allegro, forme une paire avec la sonate précédente. Une paire typique que Sutcliffe surnomme « deux poèmes sur le même sujet » ; c'est-à-dire deux pièces qui peuvent ne pas être liées assez pour être considérées comme une sonate en deux mouvements mais semblent se refléter d'une certaine manière spécifique. Sont en outre cités en exemples les couples de sonates K. 246–247 et K. 322–323.
La seconde sonate répète des demi-cadences avec des accents phrygiens qui se retrouvent dans des dizaines de sonates et qui, selon Sutcliffe, attirent l'attention de l'auditeur, précisant que « c'est autant la répétition de l'appareil que la saveur de l'inflexion harmonique qui lui donne sa saveur folklorique. » Cet emprunt au dialecte populaire est l'une des signatures du compositeur et montre comment les catégories conceptuelles peuvent se chevaucher chez lui,.
Dans le manuscrit de Parme, les acciaccatures sont transformées en appoggiatures de doubles croches.

## Manuscrits
Le manuscrit principal est le numéro 15 du volume XII (Ms. 9783) de Venise (1756), copié pour Maria Barbara ; les autres sont Parme XIV 15 (Ms. A. G. 31419), Münster (D-MÜp) I 37 (Sant Hs 3964) et Vienne C 32 (VII 28011 C).

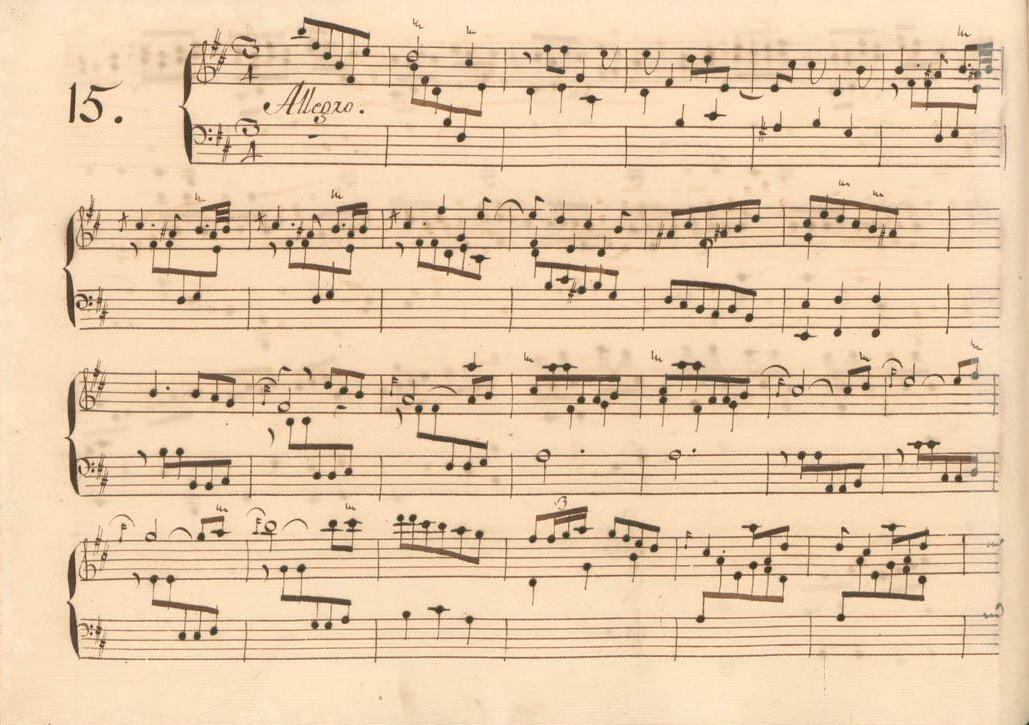
Parme XIV 15.
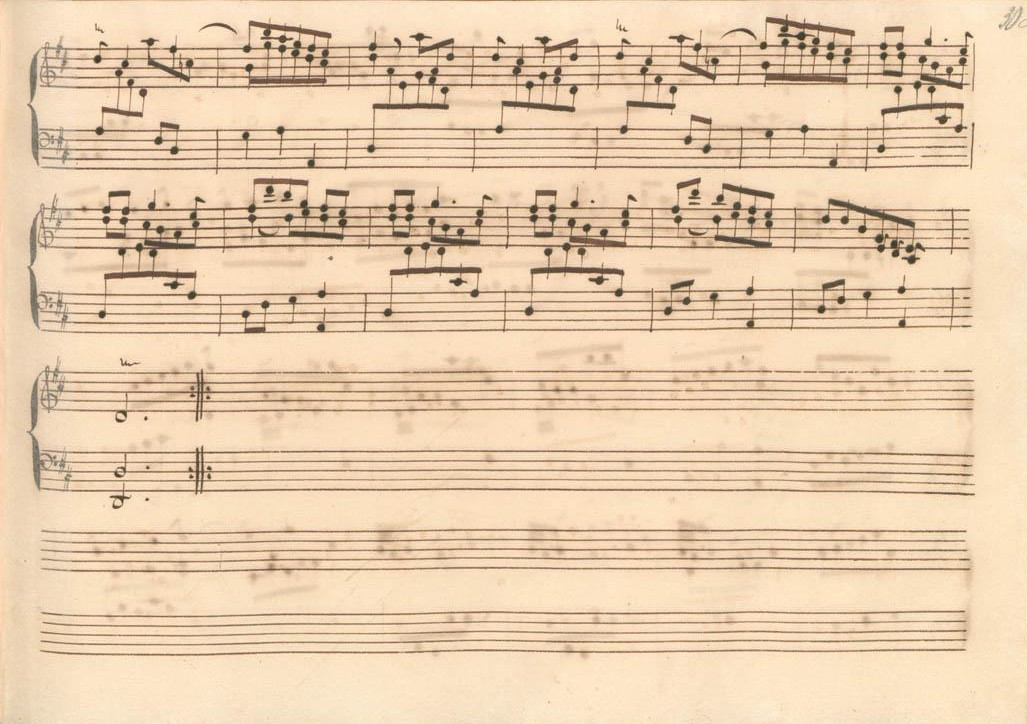
Parme XIV 15 (fin de la première section).
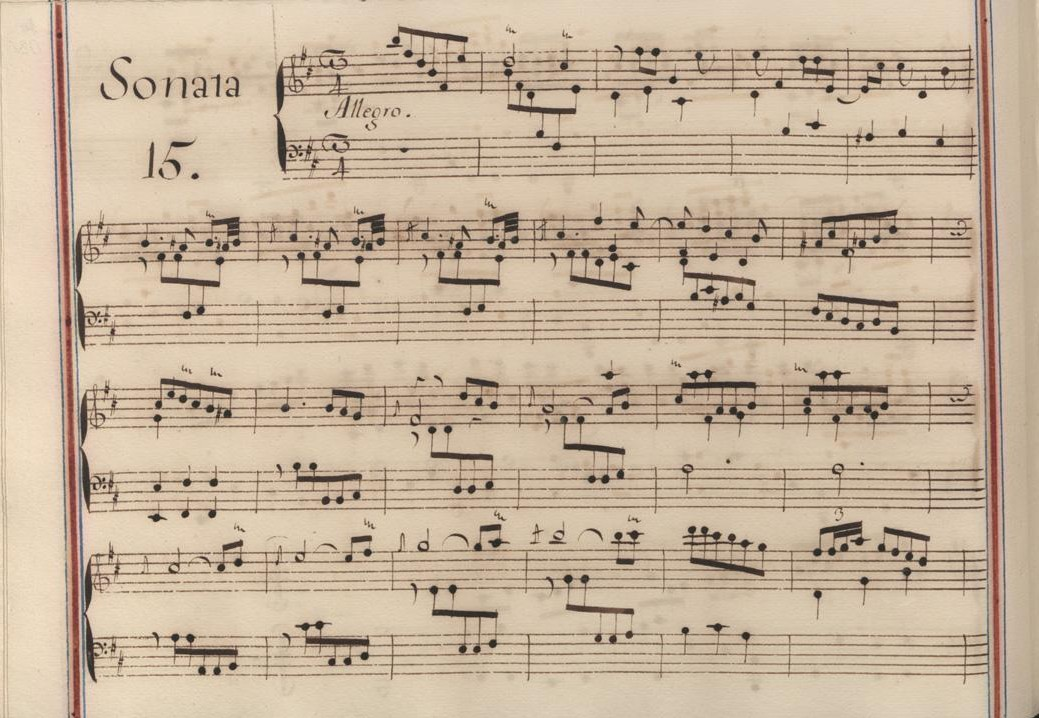
Venise XII 15.
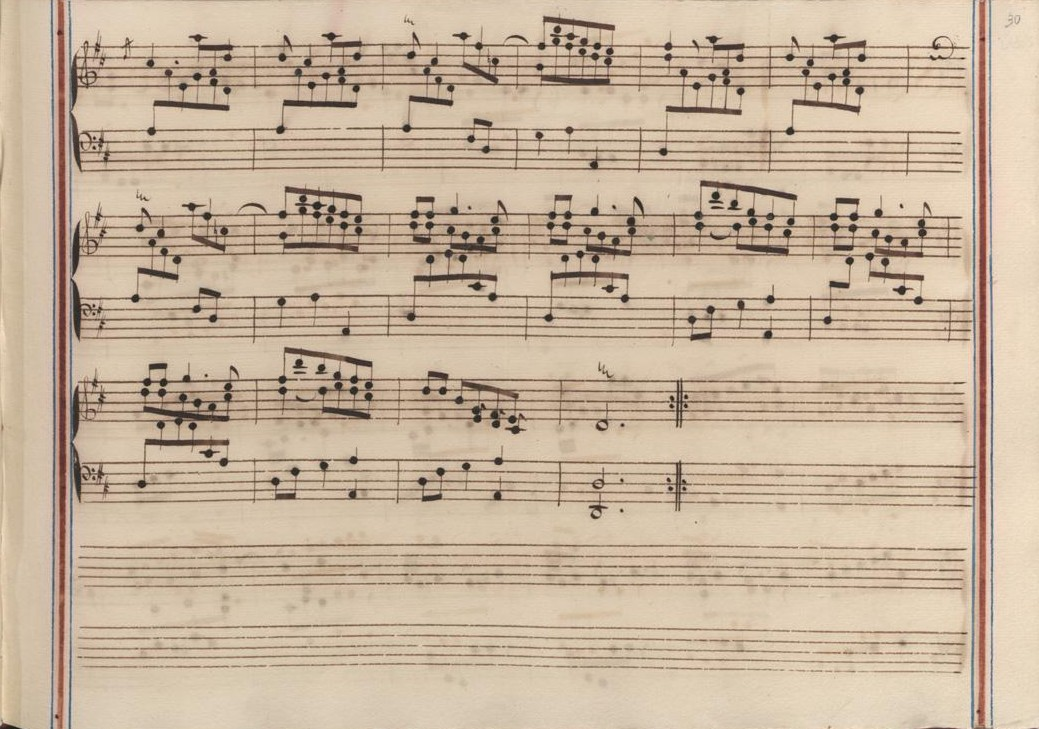
Venise XII 15 (fin de la première section).
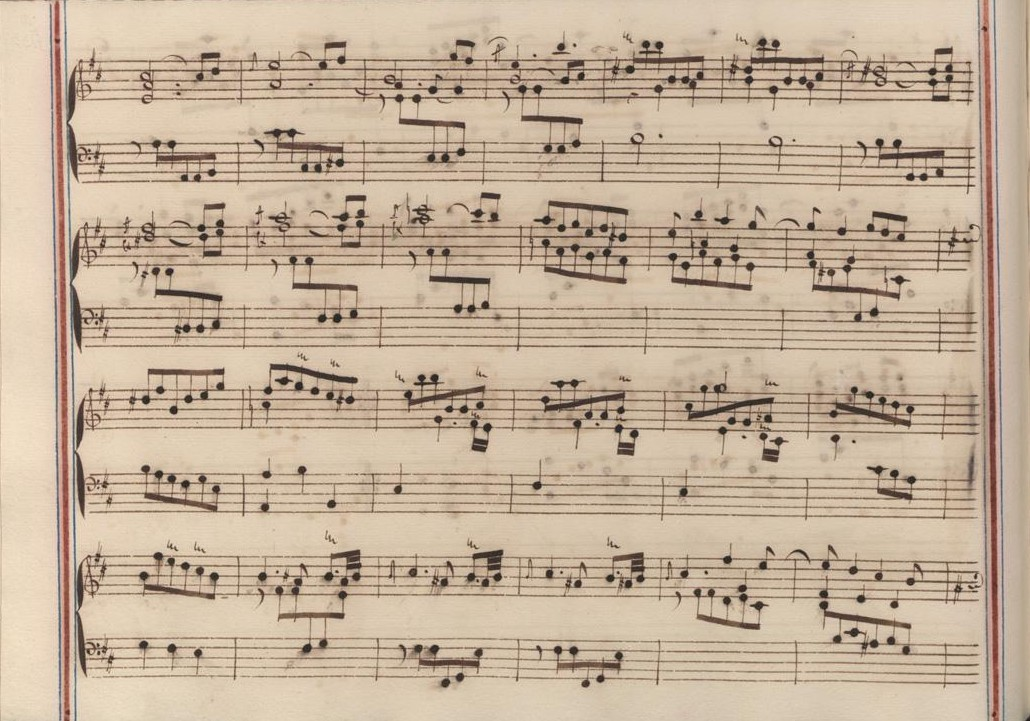
Venise XII 15 (début de la seconde section).
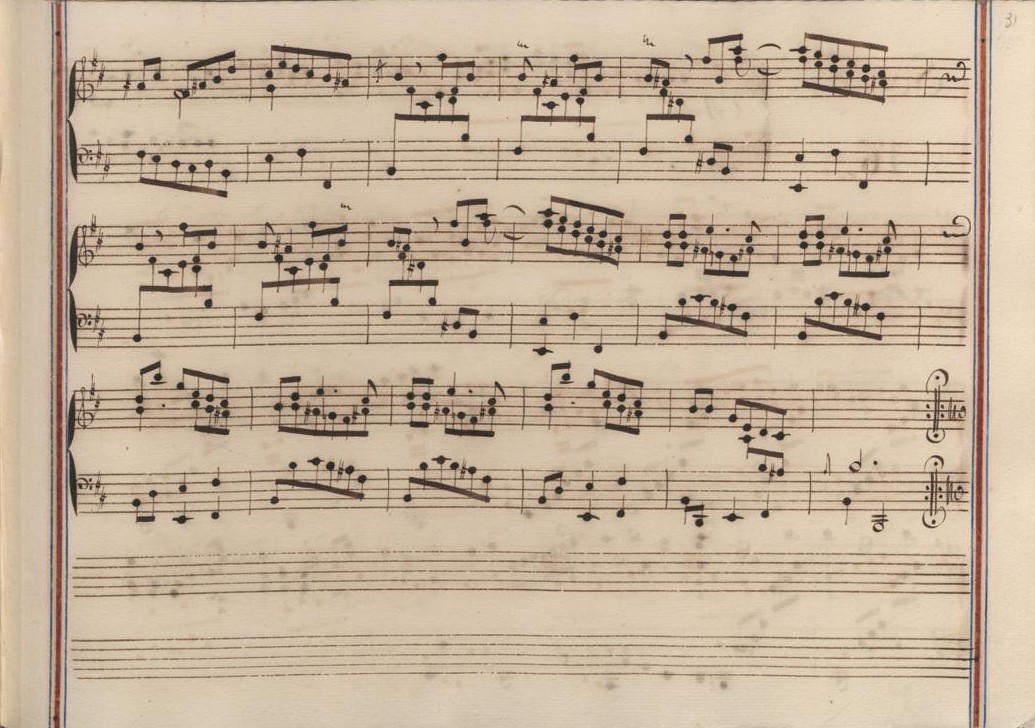
Venise XII 15 (fin de la sonate).

## Interprètes
La sonate K. 498 est défendue au piano notamment par Carlo Grante (2016, Music & Arts, vol. 5) et Alon Goldstein (2018, Naxos, vol. 24) ; au clavecin, elle est jouée par Scott Ross (1985, Erato), Richard Lester (2004, Nimbus, vol. 5) et Pieter-Jan Belder (2007, Brilliant Classics, vol. 11).

## Sources
: document utilisé comme source pour la rédaction de cet article.
- Ralph Kirkpatrick (trad. de l'anglais par Dennis Collins), Domenico Scarlatti, Paris, Lattès, coll. « Musique et Musiciens », 1982 (1re éd. 1953 (en)), 493 p. (ISBN 978-2-7096-0118-4, OCLC 954954205, BNF 34689181).
- Alain de Chambure, « Domenico Scarlatti, Intégrale des sonates — Scott Ross », Erato/Éditions Costallat (2564-62092-2 (livret : 2292-45309-2)), 1985 (OCLC 891183737) .
- (en) W. Dean Sutcliffe, The Keyboard Sonatas of Domenico Scarlatti and Eighteenth-Century Musical Style, Cambridge / New York, Cambridge University Press, 2008, xi-400 (ISBN 978-0-521-07122-2, OCLC 1005658462, BNF 42017486, présentation en ligne).
- (en) Carlo Grante, « Domenico Scarlatti, intégrale des sonates pour clavier (vol. 5) », Music & Arts (CD-1294), 2017 (OCLC 1079366528) .